# Вивиан, Корди Тинделл
Корди Тинделл Вивиан (англ. Cordy Tindell Vivian; более известный под своим сокращённым именем Си Ти Вивиан англ. C. T. Vivian; 30 июля 1924, Бунвилл, Миссури — 17 июля 2020, Атланта) — американский протестантский пастор, активист Движения за гражданские права чернокожих в США, один из ближайших соратников Мартина Лютера Кинга.  Кавалер Президентской медали Свободы (2013). 

## Биография
Корди Тинделл Вивиан родился в 1924 году в Бунвилле, штат Миссури, но ребёнком переехал с семьёй в Маком, штат Иллинойс, где в 1942 году окончил старшую школу. После этого учился в Университете Западного Иллинойса в родном городе. Уже в 1947 году, будучи студентом, участвовал в сидячих забастовках в соседнем городе Пеория.  
В дальнейшем поступил в баптистскую семинарию в Нэшвилле, штат Теннесси, где в 1959 году познакомился с профессором Джеймсом Лоусоном, сторонником ненасильственных протестов в стиле Махатмы Ганди. Вскоре Вивиан и другие студенты Лоусона начали организовывать сидячие забастовки, а в 1960 году организовали  четырёхтысячную мирную демонстрацию к ратуше Нэшвилла, причём мэр города Бен Уэст согласился встретиться с ними и обсудить проблемы, связанные с расовой сегрегацией. В ходе обсуждения мэр даже публично признал (возможно, под давлением демонстрантов), что расовая сегрегация аморальна. 
После демонстрации в Нэшвилле, Вивиан стал заметной фигурой в американском движении за гражданские права чёрных. Он сблизился с Мартином Лютером Кингом и помогал ему организовывать крупную забастовку 1964—1965 годов в Атланте.
В 1970 году Вивиан издал книгу «Black Power and the American Myth», которая стала первой книгой о Движении за гражданские права чёрных, написанной соратником Мартина Лютера Кинга. В 1970-х годах Вивиан переехал в Атланту, где продолжал заниматься консультированием в правозащитной сфере. 
Прожив чрезвычайно долго, Вивиан со временем остался наиболее заметным участником борьбы за права чёрных 1960-х годов. В XXI веке Вивиан стал своего рода живым памятником борьбе за эмансипацию чернокожих. Он выступал в школах и университетах, давал интервью, участвовал во многих благотворительных инициативах.  
В 2014 году президент Барак Обама наградил Вивиана Президентской медалью Свободы.
Свою библиотеку из 6 000 книг, в основном, так или иначе связанных с историей афроамериканцев, Вивиан в 2018 году подарил Фонду национальных памятников США.
Скончался в 2020 году в возрасте 95 лет.
В том же 2020 году кандидатура Си. Ти. Вивиана была предложена Дональдом Трампом для включения в запланированный мемориальный комплекс «Национальный сад американских героев».